# Into the Macabre
Into the Macabre är ett musikalbum inspelat av det italienska metal-bandet Necrodeath år 1987 (original). Remastrade utgåvor har senare lanserats.

## Låtlista
Sida 1
1. "...Agony" / "The Flag of the Inverted Cross" – 3:36
2. "At the Mountains of Madness" – 4:28
3. "Sauthenerom" – 4:07
4. "Mater Tenebrarum" – 4:32

Sida 2
1. "Necrosadist" – 3:47
2. "Internal Decay" – 4:23
3. "Graveyard of the Innocent" – 3:35
4. "The Undead" / "Agony (Reprise)" – 4:43

Texter: Nicola Ingrassia, musik: Claudio Bonavita / Marco Pesenti

## Medverkande
Necrodeath
- Ingo (Nicola Ingrassia) – sång
- Claudio (Claudio Bonavita) – gitarr
- Paolo (Paolo Delfino) – basgitarr
- Peso (Marco Pesenti) – trummor

Produktion
- Renzo Garbini – producent
- Claudio Guidetti – ljudtekniker
- Aldo De Scalzi – ljudtekniker
- Alberto Cutolo – remastering
- Giulio Bretagna – omslagsdesign
- Red Balda – foto